# Tilloy-lès-Conty

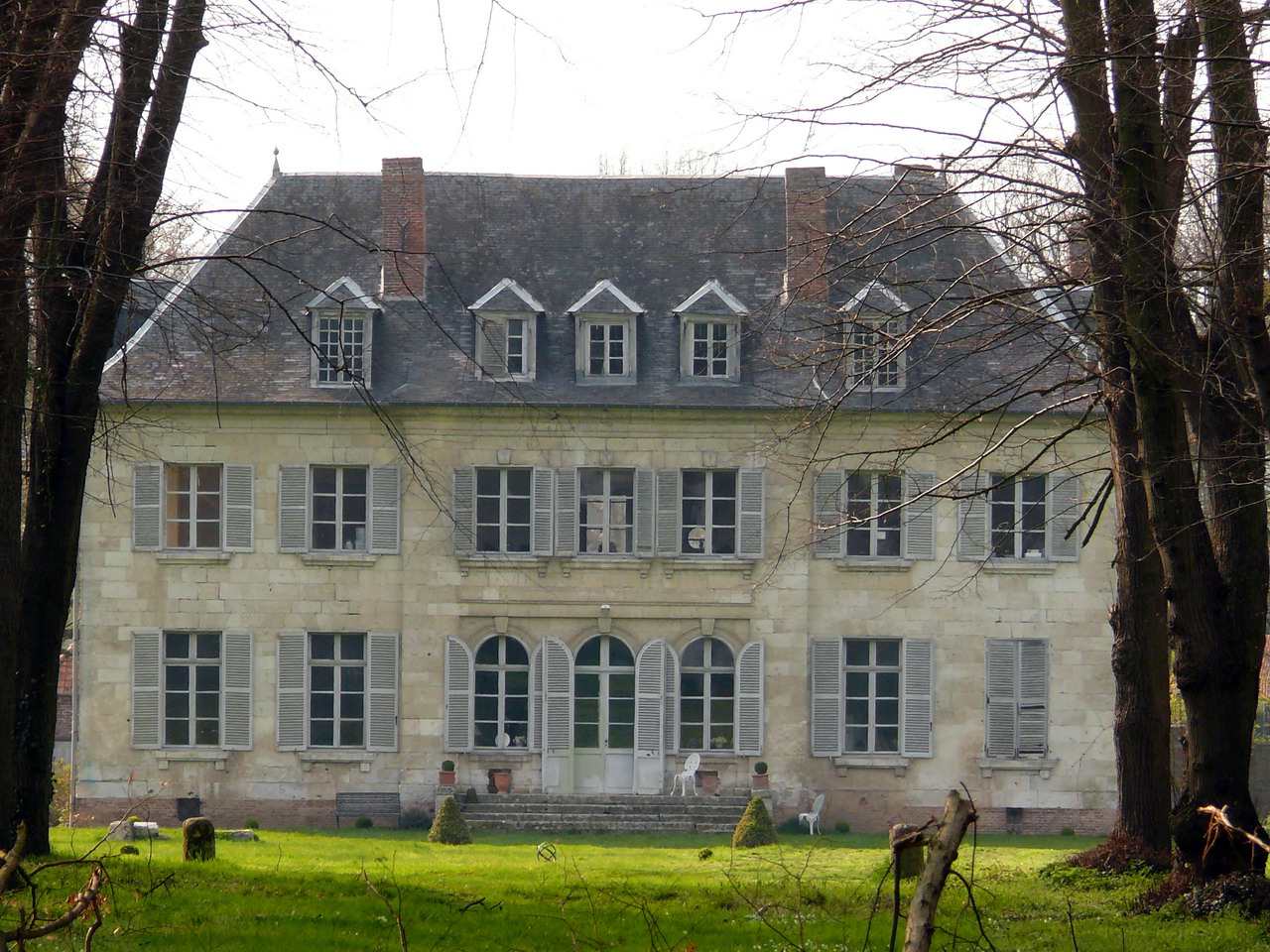
Kasteel

Tilloy-lès-Conty is een plaats en voormalige gemeente in het Franse departement Somme in de regio Hauts-de-France en telt 228 inwoners (1999). De plaats maakt deel uit van het arrondissement Amiens.

## Geschiedenis
Tilloy-lès-Conty is op 1 januari 2021 gefuseerd met de gemeenten Lœuilly en Neuville-lès-Lœuilly tot de gemeente Ô-de-Selle. 

## Geografie
De oppervlakte van Tilloy-lès-Conty bedraagt 6,3 km², de bevolkingsdichtheid is 36,2 inwoners per km².
De onderstaande kaart toont de ligging van Tilloy-lès-Conty met de belangrijkste infrastructuur en aangrenzende gemeenten.

## Demografie
Onderstaande figuur toont het verloop van het inwonertal.